# بريلوكائين
بريلوكائين (بالإنجليزية: Prilocaine) (الاسم التجاري: سيتانيست) هو مخدر موضعي من نوع الأحماض الأمينية حُضِّرَ لأوَّل موة بواسطة كليس تيجنو ونيلس روفلين. يتوفر على شكل حقنات ويستخدمه عادةً أطباء الأسنان. وعادةً يُدمج مع الليدوكائين لتحضير مخدر للجلد (ليدوكائين/بريلوكائين أو EMLA) يستخدم في علاج حالات مثل تشوش الحس (parasthesia). ولأنه لا يسبب تسممًا قلبيًا، فإنه يستخدم في كثير من الأحيان في التخدير الوريدي الناحي (Intravenous Regional Anasthesia IVRA).

## حالات منع أخذ الدواء
عند بعض المرضى، قد يسبب أحد النواتج الأيضية للدواء والذي يدعى أورثو-توليدين حالةً مرضية تسمى ميتهيموغلوبينية الدم، والتي يمكن علاجها بإعطاء المريض الميثيلين الأزرق. ومن الممكن أيضًا أن يكون إعطاء البريلوكائين ممنوعًا عند مرضى داء الخلايا المنجلية، فقر الدم أو مرضى نقص التأكسج.

## حالات خلط الدواء مع أدوية أخرى
يعطى الدواء كخليط مع الأدرينالين تحت الاسم التجاري سيتانيست فورت. يستخدم كمزيج يوتكتي مع الليدوكائين، كـليدوكائين/بريلوكائين. يكون الخليط محفوظًا في زيت وبدرجة ذوبان ١٨ درجة مئوية. يسوَّق مستحلب 5% من الخليط يحتوي على 2.5% من كل من الليدوكائين والبريلوكائين من قبل شركة APP pharmaceuticals تحت الاسم التجاري EMLA (Eutectic Mixture of Local Anasthetic).

## صناعة الدواء

Synthesis: Patents: Revised: Sino: